# Tokszoł
Tokszoł – album zespołu Pod Budą nagrany i wydany na CD w 1995 przez wydawnictwo Pomaton EMI. 
Czternaście oryginalnych utworów to kompozycje Jana Hnatowicza i Andrzeja Sikorowskiego oraz teksty napisane przez Andrzeja Sikorowskiego, ale i również Andrzeja Poniedzielskiego i Grzegorza Tomczaka. Jeden utwór został skomponowany przez Jarosława Kozidraka, wieloletniego gitarzysty, współzałożyciela zespołu Bajm. Inny utwór – „Urodzeni jesienią” – skomponował Ryszard Rynkowski, który zaśpiewał go z Andrzejem Sikorowskim w duecie. Występuje także żeński duet – w utworze „Ta sama miłość” Annie Treter towarzyszy wokalistka Katarzyna Klich. 
W utworach z płyty Tokszoł, z zespołem Pod Budą występują gościnnie muzycy sesyjni, m.in. Wojciech Groborz, Piotr Królik, Paweł Ostafil, Leszek Szczerba, a przede wszystkim Jan Hnatowicz.
Większość utworów z albumu Tokszoł zespół Pod Budą wykonał na playbackowym koncercie pod tym samym tytułem. Koncert został nadany przez program 2 TVP w 1996 i został wystylizowany na parodię talk-showu.
Album ukazał się na płycie CD, wydany przez wytwórnię Pomaton EMI w 1995. W 1996 Pomaton wydał również kasetę magnetofonową z tym samym materiałem.
W 2003 nagrania osiągnęły certyfikat platynowej płyty.

## Muzycy
- Anna Treter – śpiew, instrumenty klawiszowe
- Andrzej Sikorowski – śpiew, gitara akustyczna, mandolina
- Marek Tomczyk – gitara akustyczna, elektryczna, gitara dobro
- Andrzej Żurek – gitara basowa, akustyczna i elektryczna

gość specjalny:
- Ryszard Rynkowski (9) – śpiew, instrumenty klawiszowe, (2) – chórek

oraz:
- Katarzyna Klich – śpiew (4)
- Wojciech Groborz – instrumenty klawiszowe (3, 7)
- Jan Hnatowicz – gitara akustyczna (2, 4, 8, 10 13), gitara elektryczna (2, 4, 13), gitara dobro (4)
- Piotr Królik – perkusja, instrumenty perkusyjne
- Paweł Moszumański – instrumenty klawiszowe (1, 12)
- Janusz Mus – akordeon (2, 10), puzon (6)
- Paweł Ostafil – harmonijka (3, 12)
- Leszek Szczerba – saksofon (8, 9)

## Lista utworów
| 1.  | „Od tamtej chwili” (muz. i sł. Andrzej Sikorowski)                   | 4:33  |
|     |                                                                      |       |
| 2.  | „Na końcu mapy” (muz. Jan Hnatowicz, sł. Andrzej Sikorowski)         | 5:12  |
|     |                                                                      |       |
| 3.  | „Tokszoł” (muz. i sł. Andrzej Sikorowski)                            | 3:31  |
|     |                                                                      |       |
| 4.  | „Ta sama miłość” (muz. Jan Hnatowicz, sł. Andrzej Sikorowski)        | 4:35  |
|     |                                                                      |       |
| 5.  | „Damska torebka” (muz. i sł. Andrzej Sikorowski)                     | 4:44  |
|     |                                                                      |       |
| 6.  | „Łzy to nie wstyd” (muz. i sł. Andrzej Sikorowski)                   | 3:44  |
|     |                                                                      |       |
| 7.  | „Zwyczajna miss” (muz. Jarosław Kozidrak, sł. Andrzej Sikorowski)    | 4:01  |
|     |                                                                      |       |
| 8.  | „Sentymenty mi powiędły” (muz. Jan Hnatowicz, sł. Grzegorz Tomczak)  | 4:00  |
|     |                                                                      |       |
| 9.  | „Urodzeni jesienią” (muz. Ryszard Rynkowski, sł. Andrzej Sikorowski) | 3:11  |
|     |                                                                      |       |
| 10. | „Wywar z przywar” (muz. Jan Hnatowicz, sł. Andrzej Poniedzielski)    | 4:26  |
|     |                                                                      |       |
| 11. | „Moja druga strona” (muz. i sł. Andrzej Sikorowski)                  | 3:39  |
|     |                                                                      |       |
| 12. | „Kurs na jutro” (muz. i sł. Andrzej Sikorowski)                      | 3:42  |
|     |                                                                      |       |
| 13. | „Odpowiedź z Londynu” (muz. Jan Hnatowicz, sł. Andrzej Sikorowski)   | 4:34  |
|     |                                                                      |       |
| 14. | „Wizytówka” (muz. i sł. Andrzej Sikorowski)                          | 3:26  |
|     |                                                                      |       |
|     |                                                                      | 57:18 |
|     |                                                                      |       |